# Small Windows
Small Windows è un film del 1972 diretto da Scott Forslund ed uscito direttamente per il mercato home video.

## Trama
In seguito alla morte della madre, il tredicenne Jon viene mandato a vivere con lo zio Lyle e la cucina Anne nel loro cottage sul Lago Tahoe. Lyle è costretto a far ritorno a San Francisco per questioni di lavoro e lascia Anne a prendersi cura di Jon. Il ragazzo inizia ad avvicinarsi sempre di più ad Anne e i due trascorrono sempre più tempo insieme con grande disapprovazione del nuovo fidanzato della giovane.